# Talmas

Talmas este o comună în departamentul Somme, Franța. În 1 ianuarie 2022 avea o populație de 1.084 de locuitori.